# Claude-Thomas Dutour de Noirfosse

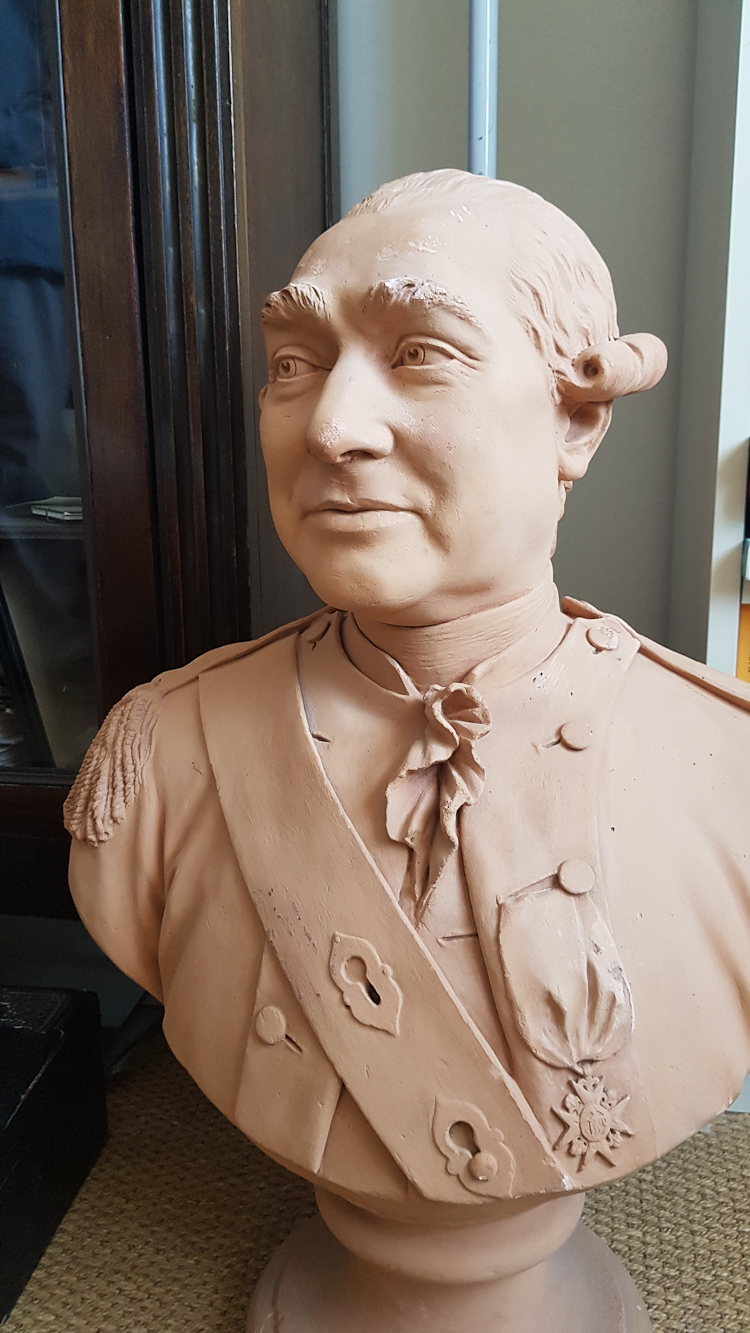
Buste de Claude-Thomas Dutour de Noirfosse

Claude Thomas Dutour de Noirfosse, né le 24 avril 1732 à Soissons (Aisne), mort le 3 décembre 1818 à Bucy-le-Long (Aisne), est un général français de la révolution et de l’Empire.

## États de service
Il entre en service en 1750, à l’école du génie et il en sort trois ans plus tard en qualité d’enseigne d’artillerie. Il participe à la guerre de Sept Ans en Inde sous le général de Bussy-Castelnau, il y remplit successivement les fonctions d’aide-major, de major et de major général de l’armée du Dékan.
En 1762, il est rappelé en France, embarqué à Pondichéry, il passe par l’île de Ceylan, le détroit de Maanar, la côte de Malabar, Mascate en Arabie, Bagdad, Chypre, Malte, la Sicile et la Corse, son voyage dure dix huit mois. 
Dès son retour, il s’occupe de la composition de mémoires sur l’état militaire, commercial et politique de l’Inde, et sur les ressources qu’offre ce pays. Les fatigues de la guerre, les voyages ainsi que les blessures graves ont sensiblement altéré sa santé ; cependant en 1775, il accepte la place de prévôt général de la compagnie de la maréchaussée du Soissonnais et il est décoré de la croix de chevalier de Saint-Louis. 
En 1784, il est nommé inspecteur général de la maréchaussée avec le grade de mestre de camp de cavalerie. Il est fait colonel le 18 mai 1791, commandant la 19e division de gendarmerie, il est promu général de brigade de gendarmerie le 5 août 1795 et il passe dans la 15e division du même corps, en qualité d’inspecteur.
Il prend sa retraite en 1802, dans son domaine de Bucy-le-Long, près de Soissons, où il meurt le 3 décembre 1818, à l’âge de 86 ans.

## Sources
- (en) « Generals Who Served in the French Army during the Period 1789 - 1814: Eberle to Exelmans »
- Thierry Pouliquen, « Les généraux français et étrangers ayant servis [sic] dans la Grande Armée » (consulté le 7 octobre 2013)
- « Claude Thomas Dutour de Noirfosse », sur roglo.eu
- Bulletin de la société archéologique de Soissons, Tome 3, 1869
- A. Jay, E. Jouy et Antoine-Vincent Arnault, Dictionnaire Historique, 1824, 430 p. (lire en ligne), p. 115.